# Chalce Montes
I Chalce Montes sono una struttura geologica della superficie di Marte.